# Ptychoglossus festae
Espèce
Synonymes
- Diastemalepis festae Peracca, 1896

Statut de conservation UICN

 LC  : Préoccupation mineure
Ptychoglossus festae est une espèce de sauriens de la famille des Gymnophthalmidae.

## Répartition
Cette espèce se rencontre dans l'Est du Panama et dans le Nord de la Colombie.

## Étymologie
Cette espèce est nommée en l'honneur d'Enrico Luigi Festa (1868–1939).

## Publication originale
- Peracca, 1896 : Descrizione di un nuovo genere e di una nuova specie di Teiidae raccolta nel Darien dal dott. E. Festa. Bollettino dei Musei di Zoologia ed Anatomia Comparata della Reale Universitá di Torino, vol. 11, no 235, p. 1-4 (texte intégral).